# Slawa Spomer
Slawa Spomer (geboren am 3. September 1992) ist ein deutscher Profiboxer. Er boxt momentan (Stand 21. April 2025) in der Gewichtsklasse Superweltergewicht, seine Profikarriere startete er im Mittelgewicht. Er ist ungeschlagen und hat sowohl den IBO Intercontinental- als auch den WBO Europameistertitel gewonnen. Bis April 2025 weist er eine Kampfstatistik von 20 Siegen und 1 Niederlage auf.

## Amateurkarriere
Spomer begann im Alter von 12 Jahren mit dem Boxen. Während seiner Amateurkarriere gewann er mehrere regionale Titel, darunter die baden-württembergische und süddeutsche Meisterschaft. Im Jahr 2016 wurde er Deutscher Meister im Mittelgewicht. Nach einer erfolgreichen Amateurkarriere wechselte Spomer 2018 ins Profilager.

## Profikarriere
Slawa Spomer gab sein Profidebüt im Jahr 2018 und gewann seinen ersten Kampf durch Knockout in der ersten Runde. Seitdem bestritt er 19 Kämpfe, von denen er alle gewann. Zehn dieser Kämpfe beendete er durch Knockout.

### Wichtige Kämpfe
- Spomer vs. Prat – 14. Oktober 2023: Spomer besiegt den bis dahin ungeschlagenen Milan Prat  durch TKO und sichert sich den WBO Global Super Welter Titel.
- Spomer vs. Ionascu – 25. Juni 2022: Spomer gewann den WBO Europameistertitel durch einen K.O.-Sieg gegen Victor Ionascu in der ersten Runde bei der Heilbronner Boxnacht.
- Spomer vs. Suero – 20. November 2021: Er besiegte José Suero nach 10 Runden und sicherte sich den IBO Intercontinental Titel.
- Spomer vs. Maciel – 26. Juni 2021: Spomer gewann gegen den Argentinier Javier Francisco Maciel durch einstimmigen Punktsieg und baute seine Siegesserie auf 14-0 aus.

## Titel
- IBO Intercontinental Champion (2021)
- WBO European Champion (2022)